# Specie di Helianthemum
Elenco delle specie di Helianthemum:

## A
- Helianthemum abelardoi Alcaraz

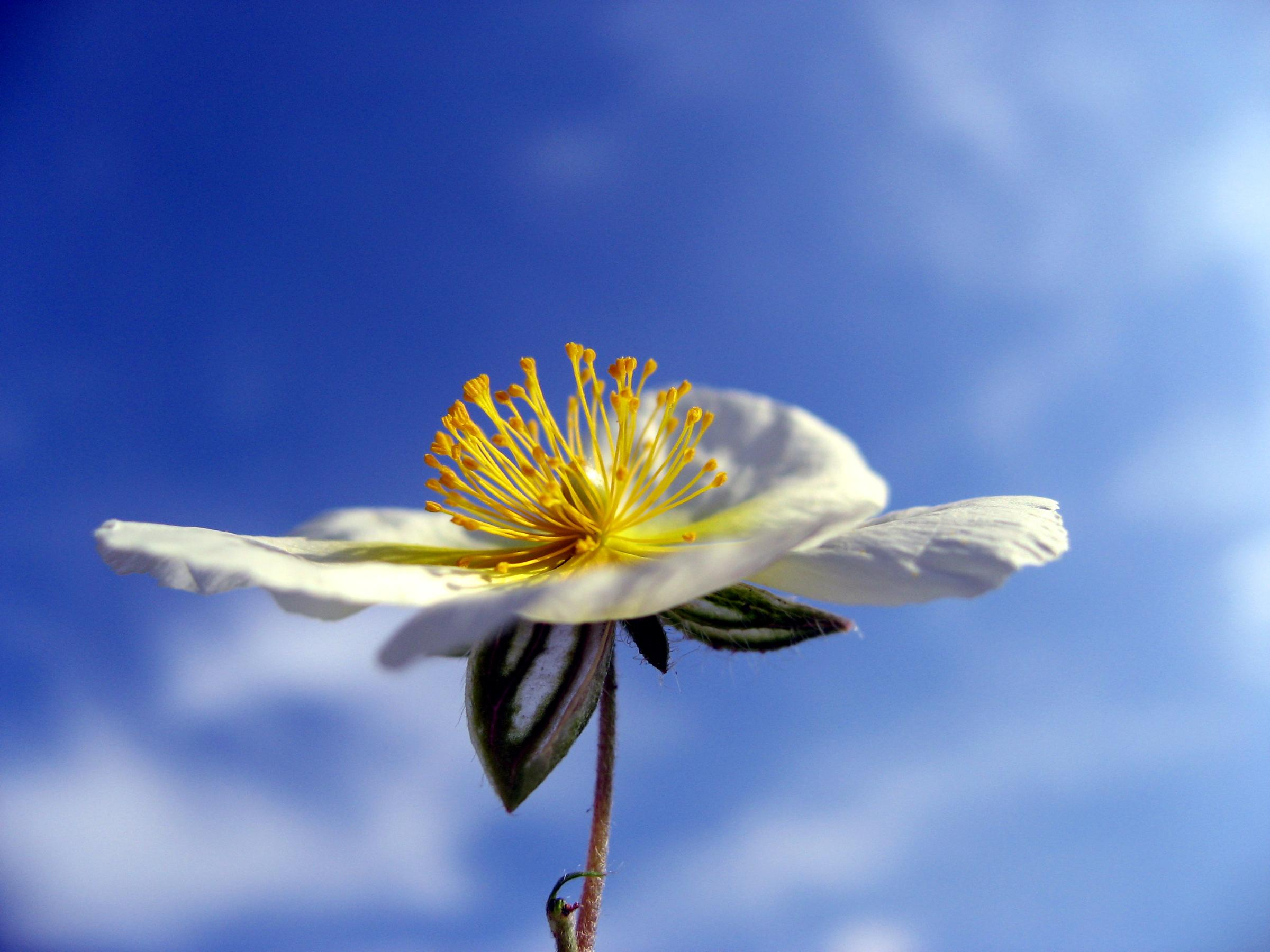
Helianthemum apenninum

- Helianthemum aegyptiacum (L.) Mill.
- Helianthemum aganae Marrero Rodr. & R.Mesa
- Helianthemum aguloi Marrero Rodr. & R.Mesa
- Helianthemum almeriense  Pau
- Helianthemum alypoides Losa & Rivas Goday
- Helianthemum angustatum Pomel
- Helianthemum antitauricum P.H.Davis & Coode
- Helianthemum apenninum  (L.) Mill.
- Helianthemum asperum Lag. ex Dunal
- Helianthemum assadii F.Ghahrem. & Gholamian

## B
- Helianthemum baschkirorum (Juz. ex Kupat.) Juz.
- Helianthemum bramwelliorum Marrero Rodr.
- Helianthemum broussonetii Dunal
- Helianthemum buschii (Palib.) Juz. & Pozdeeva
- Helianthemum bystropogophyllum Svent.

## C

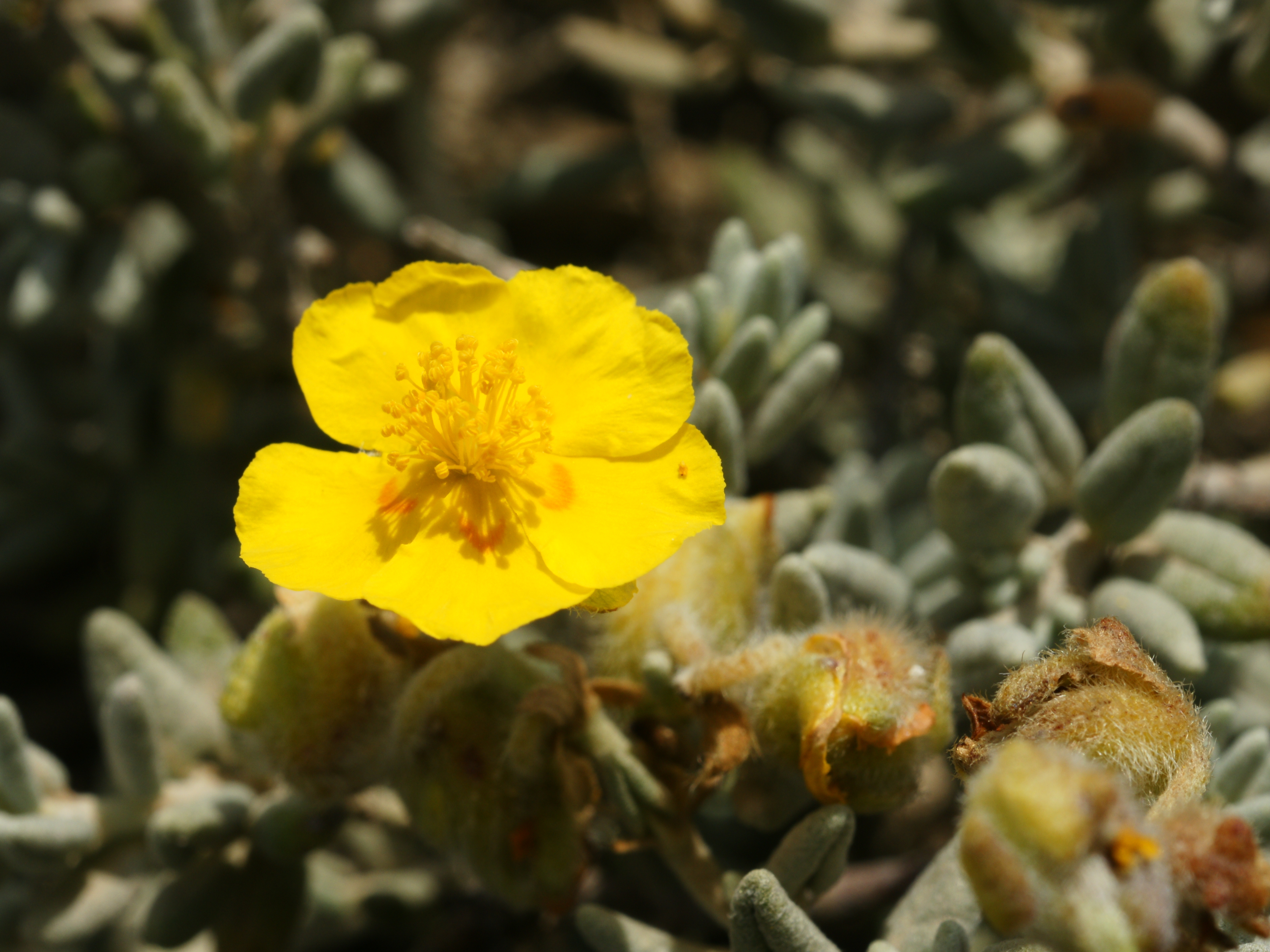
Helianthemum caput-felis

- Helianthemum canariense (Jacq.) Pers.
- Helianthemum canum (L.) Hornem.
- Helianthemum capralense Pérez Dacosta & Mateo
- Helianthemum caput-felis  Boiss., 1838
- Helianthemum × carmen-joanae Mansanet & Mateu
- Helianthemum × carolipaui Cuatrec.
- Helianthemum cinereoflavescens Rech.f., Aellen & Esfand.
- Helianthemum cinereum (Cav.) Pers.
- Helianthemum cirae A.Santos
- Helianthemum ciscaucasicum Juz. & Pozdeeva
- Helianthemum citrinum Ghaz.
- Helianthemum × conchitae Socorro & Aroza
- Helianthemum concolor (L.Riley) J.G.Ortega
- Helianthemum confertum Dunal
- Helianthemum × coronadoi Mateo
- Helianthemum coulteri S.Watson
- Helianthemum crassifolium Pers.
- Helianthemum × crespoi Mateo
- Helianthemum croceum (Desf.) Pers.
- Helianthemum cylindrifolium Verdc.

## D
- Helianthemum dagestanicum Rupr.
- Helianthemum dianicum Pérez Dacosta, M.B.Crespo & Mateo
- Helianthemum × digeneum Rouy & Foucaud
- Helianthemum × doumerguei Faure

## E
- Helianthemum edetanum Mateo, Fabado & C.Torres
- Helianthemum ellipticum (Desf.) Pers.
- Helianthemum eriocephalum Pomel

## F
- Helianthemum × fabadoi Mateo
- Helianthemum × finestratense Pérez Dacosta & Mateo
- Helianthemum fontanesii Boiss. & Reut.

## G
- Helianthemum geniorum Maire
- Helianthemum germanicopolitanum Bornm.
- Helianthemum getulum Pomel
- Helianthemum glaucescens (Murb.) Tzvelev
- Helianthemum gonzalezferreri Marrero Rodr.
- Helianthemum gorgoneum Webb
- Helianthemum grosii Pau & Font Quer
- Helianthemum guerrae Sánchez-Gómez, J.S.Carrion & M.A.Carrión
- Helianthemum × guiraoi Willk.

## H
- Helianthemum hadedense Thulin
- Helianthemum × heerii Brügger
- Helianthemum hirtum (L.) Mill.
- Helianthemum × hispidum Dunal
- Helianthemum humile Verdc.

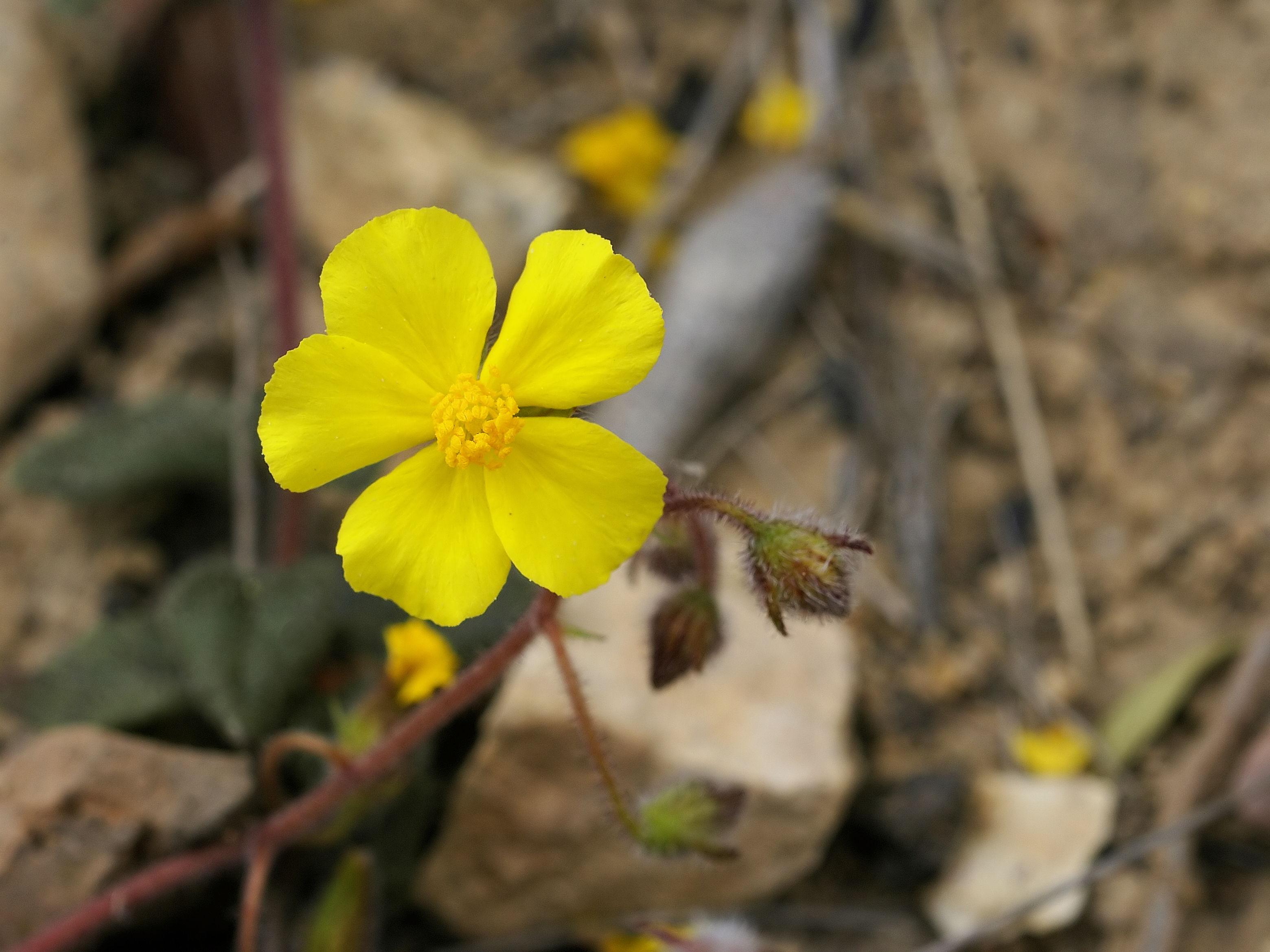
Helianthemum hirtum

- Helianthemum hymettium Boiss. & Heldr.

## I
- Helianthemum inaguae Marrero Rodr., Gonz.-Mart. & F.González

## J
- Helianthemum juliae Wildpret

## K
- Helianthemum kahiricum Delile
- Helianthemum kotschyanum Boiss.

## L
- Helianthemum × lagunae Mateo
- Helianthemum lavandulifolium Mill.
- Helianthemum ledifolium (L.) Mill.
- Helianthemum leptophyllum Dunal
- Helianthemum linii A.Santos

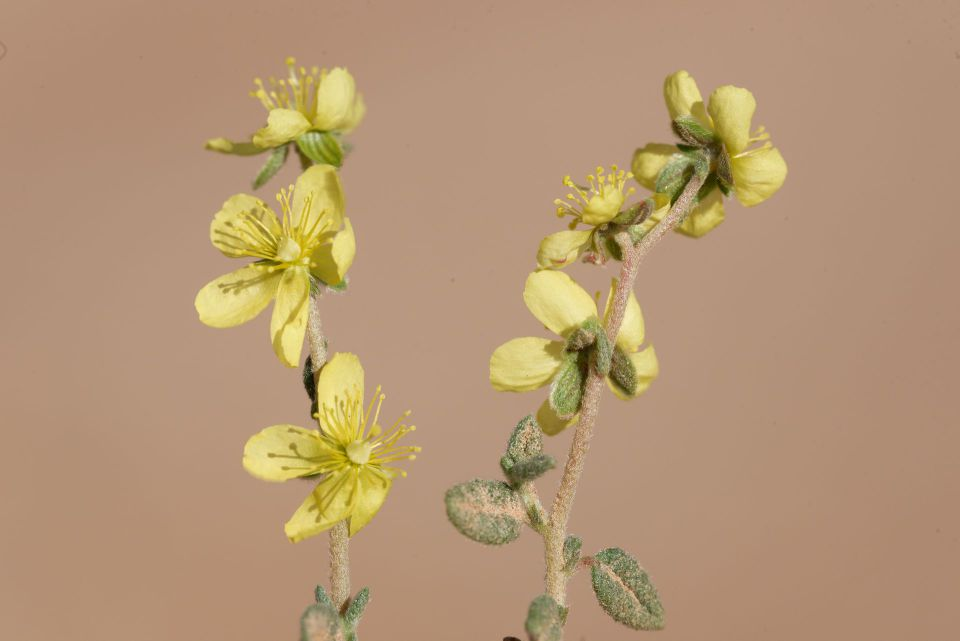
Helianthemum lippii

- Helianthemum lippii  (L.) Dum.Cours.
- Helianthemum × lucentinum M.B.Crespo & J.C.Cristóbal
- Helianthemum lunulatum (All.) DC.

## M
- Helianthemum × mansanetianum Mateo
- Helianthemum × mariano-salvatoris Alcaraz & al.
- Helianthemum marifolium (L.) Mill.
- Helianthemum maritimum Pomel
- Helianthemum marminorense Alcaraz, Peinado & Mart.Parras
- Helianthemum marmoreum Stevan., Matevski & Kit Tan
- Helianthemum mathezii Dobignard
- Helianthemum × monspessulanum Rouy & Foucaud
- Helianthemum × montis-bovis Mateo
- Helianthemum morisianum Bertol.
- Helianthemum motae Sánchez-Gómez, J.F.Jiménez & J.B.Vera
- Helianthemum × murbeckii Faure

## N

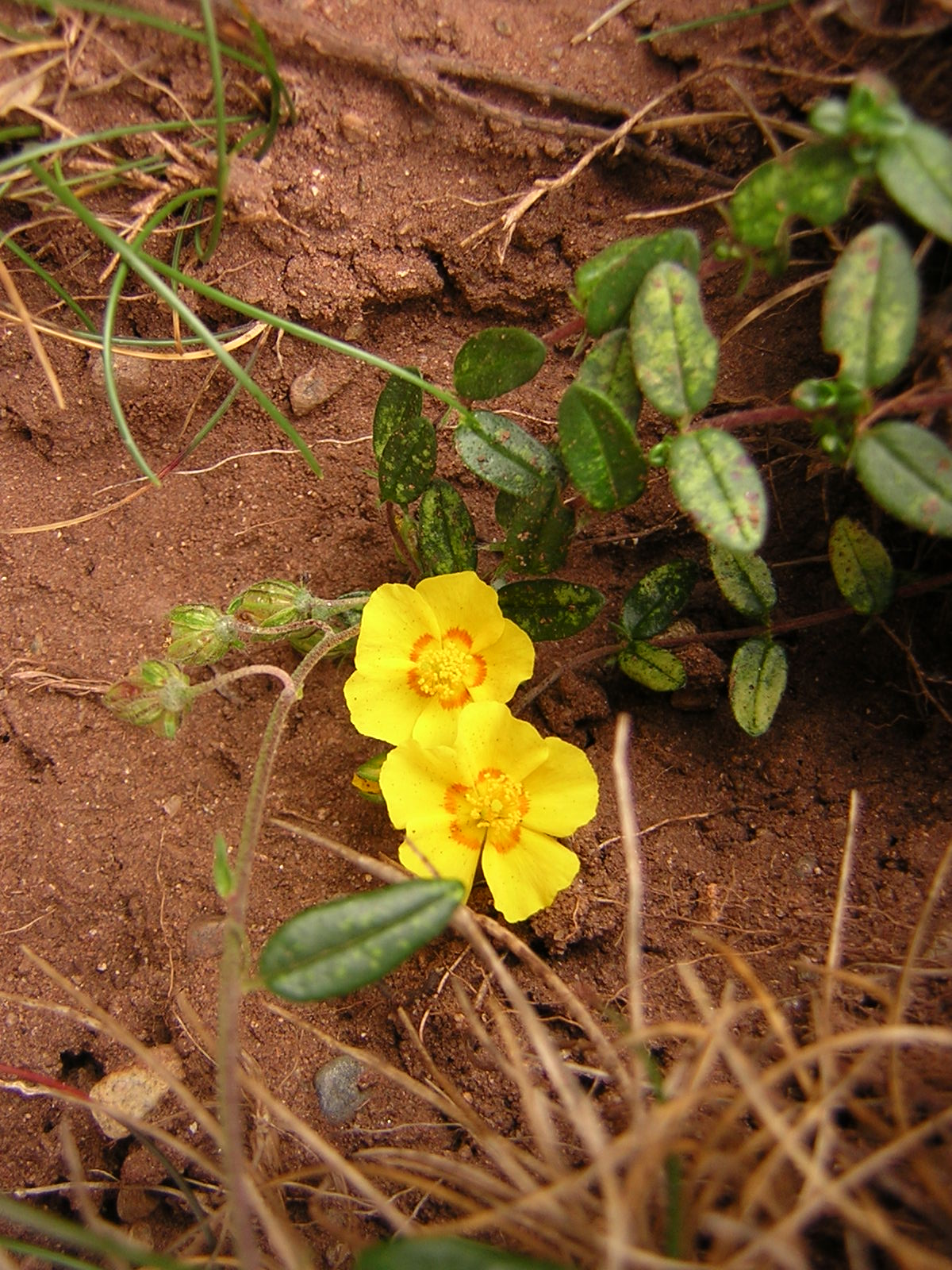
Helianthemum nummularium

- Helianthemum neopiliferum Muñoz Garm. & C.Navarro
- Helianthemum nummularium (L.) Mill.

## O
- Helianthemum obtusifolium Dunal
- Helianthemum oelandicum (L.) Dum.Cours.

- Helianthemum ordosicum Y.Z.Zhao, Zong Y.Zhu & R.Cao
- Helianthemum origanifolium  (Lam.) Pers.

## P
- Helianthemum pannosum Boiss.
- Helianthemum papillare  Boiss.
- Helianthemum patens  Hemsl.
- Helianthemum pergamaceum  Pomel
- Helianthemum × petrerense Pérez Dacosta & Mateo
- Helianthemum polyanthum  (Desf.) Pers.
- Helianthemum polygonoides Peinado, Mart.Parras, Alcaraz & Espuelas
- Helianthemum pomeridianum  Dunal
- Helianthemum × protodianicum J.M.Aparicio, Pérez Dacosta & Mateo
- Helianthemum × pseudodianicum Pérez Dacosta & Mateo
- Helianthemum pugae  Calderón

## R
- Helianthemum raskebdanae M.A.Alonso, M.B.Crespo, Juan & L.Sáez
- Helianthemum × rigualii M.B.Crespo & J.C.Cristóbal
- Helianthemum rossmaessleri Willk.
- Helianthemum ruficomum  (Viv.) Spreng.

## S

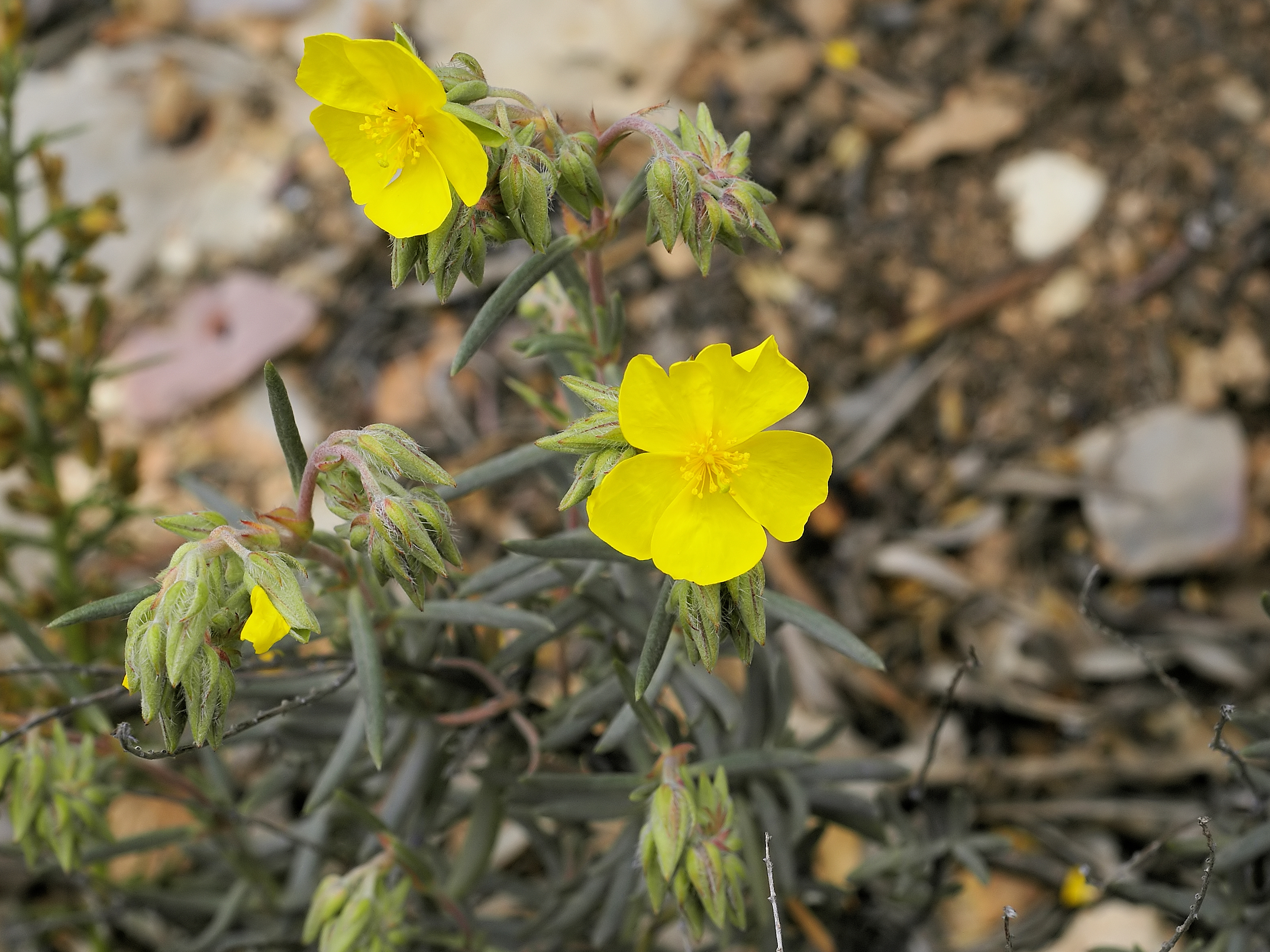
Helianthemum syriacum

- Helianthemum salicifolium (L.) Mill.
- Helianthemum sancti-antoni Schweinf. ex Boiss.
- Helianthemum sanguineum  (Lag.) Dunal
- Helianthemum sauvagei Raynaud
- Helianthemum schweinfurthii Grosser
- Helianthemum scopulicola L.Sáez, Rosselló & Alomar
- Helianthemum sicanorum Brullo, Giusso & Sciandr.
- Helianthemum sinuspersicum Gholamian & F.Ghahrem.
- Helianthemum somalense J.B.Gillett
- Helianthemum songaricum Schrenk ex Fisch. & C.A.Mey.
- Helianthemum speciosum Thulin
- Helianthemum squamatum (L.) Dum. Cours.
- Helianthemum stipulatum (Forssk.) C.Chr.
- Helianthemum strickeri Grosser
- Helianthemum × subhispidulum Faure & Maire
- Helianthemum × subviscosum Faure & Maire
- Helianthemum × sulphureum Willd.
- Helianthemum supramontanum Arrigoni
- Helianthemum syriacum  (Jacq.) Dum.Cours.
- Helianthemum syrticum (Viv.) Spreng.

## T
- Helianthemum teneriffae Coss.
- Helianthemum tholiforme Bramwell, J.Ortega & B.Navarro
- Helianthemum thymiphyllum Svent.
- Helianthemum tinetense  M.Mayor & Fern.Benito
- Helianthemum × triregnorum Mateo

## V
- Helianthemum ventosum Boiss.
- Helianthemum vesicarium Boiss.

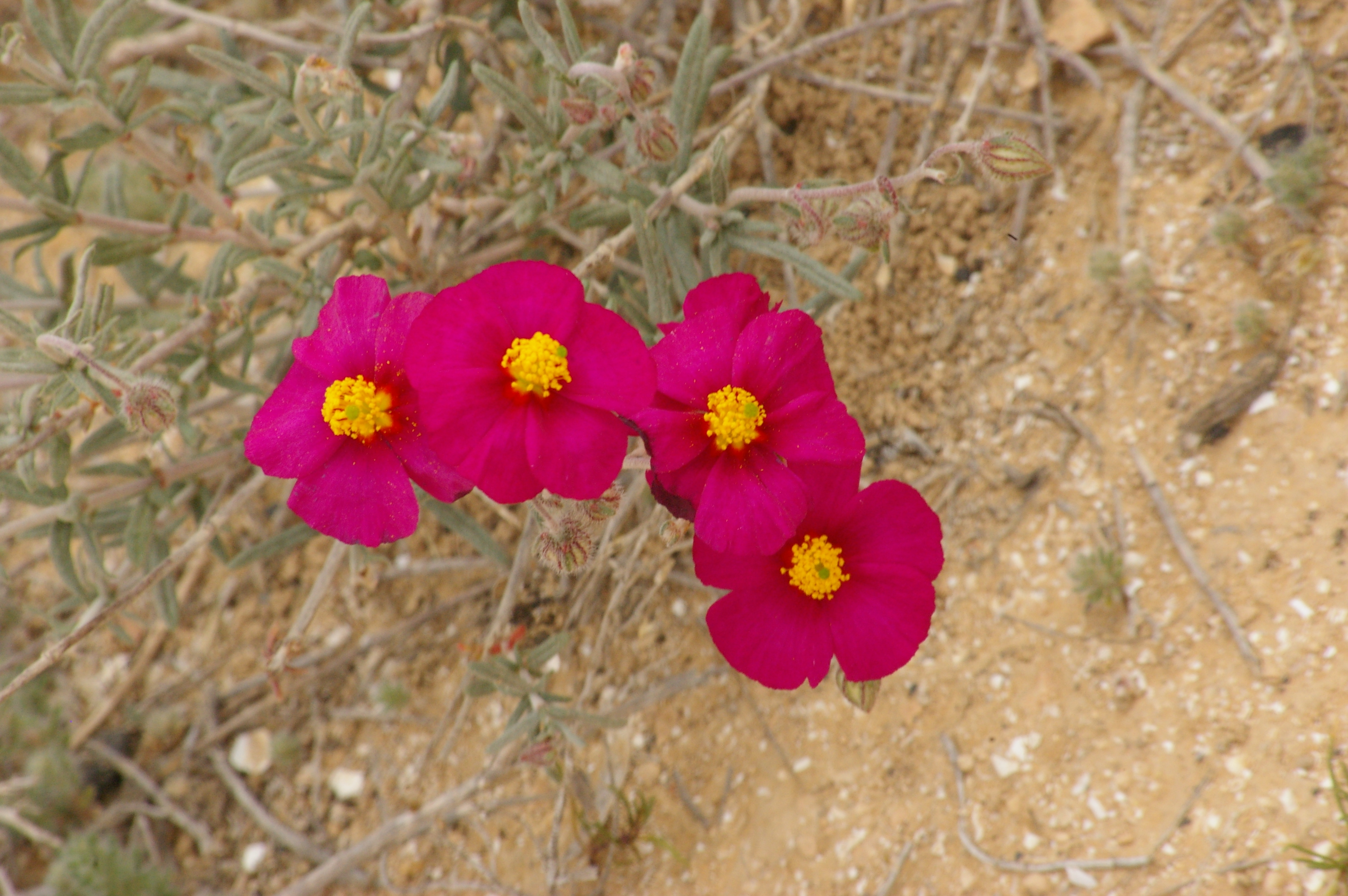
Helianthemum vesicarium

- Helianthemum violaceum (Cav.) Pers.
- Helianthemum virgatum (Desf.) Pers.
- Helianthemum viscarium Boiss. & Reut.
- Helianthemum viscidulum Boiss.

## X
- Helianthemum × xixonense Pérez Dacosta & Mateo

## Z
- Helianthemum zheguliense Juz. ex Tzvelev